# جون توماس سيمبسون
جون توماس سيمبسون هو فلاح وسياسي كندي، ولد في 27 أكتوبر 1870 في تاي في كندا، وتوفي في 13 ديسمبر 1965. حزبياً، نشط في حزب كندا المحافظ. وقد انتخب عضو مجلس العموم الكندي.